# Lleó (jurista)
Lleó (en llatí Leo o Leon , en grec Λεών) fou un jurista romà d'Orient que va viure en temps de Teodosi o una mica després. És esmentat per Sidoni Apol·linar que diu: Sive ad doctiloqui Leonis aedes, Quo bis sex tabulas docente juris, Ultro Claudius Appius lateret, Claro obscurior in decemviratu, on s'indica que les Lleis de les dotze taules encara eren importants en aquell temps i que Lleó n'era un bon intèrpret. Un jurista amb el mateix nom era contemporani de Justinià I.